# Aufrauverfahren
Die verschiedenen heutigen Aufrau- bzw. Dressier- bzw. Nachwalzverfahren gelten vor allem der technischen Behandlung von Bandstahl, dem bestimmte gewünschte Texturmerkmale gegeben werden soll. Diese Texturmerkmale verhelfen dem Bandstahl zu günstigeren Tiefzieheigenschaften.

## Allgemeines

### Gefüge im walzharten und geglühten Zustand
Nachdem das Gefüge im Walzprozess bis zu 75 % verformt wurde, ist es stark gestreckt
und verfestigt und muss zur weiteren Verarbeitung geglüht werden.
Die Glühung wird oberhalb der Rekristallisationstemperatur durchgeführt. Die
Rekristallisationstemperatur ist die Temperatur, ab der sich die Verfestigung, die durch
den Kaltwalzprozess in das Material eingebracht wurden, wieder abbaut.

### Gründe für das Dressieren
Das Dressieren hat mehrere Funktionen:
- Beseitigung der Bandwelligkeiten, welche durch das Freisetzen der Eigenspannungen während des Glühprozess entstanden sind. Die Walzenrauheit erhöht die Reibung im Spalt, so dass das Band dabei nur eine geringfügige Längung (Dressiergrad) erfährt.
- Darüber hinaus liegt nach dem Glühen meist eine mehr oder weniger stark ausgeprägte Streckgrenze im Material vor, die für weitere Fertigungsschritte unter Umständen sehr schädlich sein kann. Werden Feinbleche mit ausgeprägter Streckgrenze tiefgezogen, kann es zu örtlichem Fließen des Werkstoffes kommen, sobald die Umformspannung die Streckgrenze erreicht. Es treten plötzlich Linien auf, die quer oder unter einem Winkel von 45° bis 60° zur Zugrichtung verlaufen, sogenannte „Fließfiguren“ oder auch Lüdersche Linien. Durch ein Anwalzen mit einer Verformung zwischen 0,5 und 2 % kann diese ausgeprägte Streckgrenze beseitigt werden.
- Einstellen der gewünschten Rauheit / Oberflächenstruktur durch Verwendung entsprechend strukturierter Walzen. So kann u. a. durch die Bildung von Schmiertaschen für das Umformöl das Tief- oder Streckziehen des Bandes verbessert werden.

### Optimaler Dressiergrad
Beim Dressieren oder Nachwalzen wird das Produkt mit einem Walzgrad von etwa 0,4 bis 2,5 % kaltgewalzt.
Die mechanischen Eigenschaften des Kaltbandes dürfen nicht losgelöst von der Vorgeschichte des Bandes im Fertigungsprozess betrachtet werden. So hängt der
optimale Dressiergrad, bei dem die Streckgrenze ihren Tiefstwert erreicht, von der Stahlanalyse sowie den Warmwalz-, Kaltwalz-, Glüh- und Nachwalzbedingungen ab.
Für die Tiefziehqualitäten, die keine stark ausgeprägte Streckgrenzendehnung haben, reichen in der Regel Dressiergrade von 0,5 bis 0,8 %. Wie schon oben beschrieben, ist für diese Werkstoffe eine gute Planheit und ein sicheres Erreichen der Rauheitsanforderungen und Spitzenanzahl ausschlaggebend.
Der optimale Dressiergrad beschreibt im Spannungs-Dehnungs-Diagramm den Punkt, an dem die ausgeprägte Streckgrenze verschwindet und ein Minimum bei der Streckgrenze vorliegt. Wird der Dressiergrad weiter erhöht, steigt auch die Streckgrenze wieder an, der Werkstoff verfestigt.
Für den Dressierprozess im Kaltwalzwerk bestehen Erfahrungswerte für die verschiedenen Stahlsorten. Die Vorgaben können bei neuen Stahlqualitäten im Labor ermittelt werden und werden über den Arbeitsplan werkstoffabhängig mit dem Fertigungsauftrag an die Anlage gegeben.

### Dressiergradbestimmung im Gerüst
Eine einfache Dressiergradbestimmung geschieht über den Vergleich der Umfangsgeschwindigkeiten der Umlenkrollen im Ein- und Auslauf. Die Umlenkrollen sind
mit Wegerfassungsgebern versehen. Der Dressiergrad entspricht demnach einer Wegdifferenz zwischen Umlenkrolle im Ein- und Auslauf.
Einlauf/Auslauf {\displaystyle {\mathcal {}}S_{1}/S_{2}}:
{\displaystyle {\mathcal {}}Dressiergrad={\frac {S_{2}-S_{1}}{S_{1}}}\times 100} ,
Angabe in %.

## Texturenübersicht

### SBT
Das SBT-Verfahren (Shot Blasting Texturing) ist das weitestverbreitete Verfahren. Mit Hilfe eines Schleuderrades wird ein definiertes Strahlkorn auf die Walzenoberfläche geschleudert und erzeugt dort einen Krater. Die Form und Ausprägung des Kraters kann über die Korngröße und über die Aufprallgeschwindigkeit variiert werden.
Vorteil: Die Textur ist sehr einfach herzustellen und kann kleine Fehler in der Oberfläche kaschieren (wichtig bei Außenteilproduktion). Die Textur kann ohne Nachteile für Nacharbeit eingesetzt werden.
Nachteil: Die nach diesem Verfahren hergestellten Walzen haben oftmals kein hohes Standvermögen. Die Anzahl der Spitzen liegt verfahrensbedingt niedriger als die Spitzenanzahl von EBT- oder EDT-Texturen.

### EDT
Beim EDT-Verfahren (Electro Discharge Texturing) wird die Walzenoberfläche durch Funkenerosion aufgeraut. Dies geschieht, indem die Arbeitswalze in einem Tank, in dem sich ein Dielektrikum (= Isolatormedium, hier Öl) befindet, an einer Elektrode vorbeigeführt wird. Durch Funkenüberschlag werden kleine Krater aus der Walzenoberfläche herausgeschlagen.
Vorteil: Die Oberfläche hat ähnliche Eigenschaften wie die SBT-Oberfläche, wobei jedoch eine höhere Spitzenanzahl erreicht wird.
Nachteil: Aufgrund des höheren Spitzenanteils neigt diese Textur eher dazu, Schmutz- bzw. Fremdpartikel aufzunehmen (Flitter). Dies kann jedoch durch ein leichtes Überbürsten der Textur mit der Walzenbürstmaschine in der Schleiferei entschärft werden. Durch das Überbürsten werden die Rauheitsspitzen etwas abgeschliffen.

### EBT
Beim EBT-Verfahren (Electron-Beam-Texturing) wird mit Hilfe eines Elektronenstrahls im Vakuum ein definierter Krater in die Walzenoberfläche geschossen. Der Elektronenstrahl kann gezielt eine definierte Textur aufbringen.
Vorteil: Die Rauheit ist sehr homogen und stellt so eine sehr gute Oberfläche für spätere Lackierprozesse dar, wodurch ein hoher Lackglanz möglich ist.
Nachteil: Bei zweimaligem Dressieren können sehr leicht Überlagerungseffekte entstehen (Moire).
Eine Nacharbeit von EBT-dressiertem Material ist nur mit ganz speziell entwickelter Antimoiretextur möglich.